# Ophichthus aniptocheilos
Ophichthus aniptocheilos är en fiskart som beskrevs av Mccosker 2010. Ophichthus aniptocheilos ingår i släktet Ophichthus och familjen Ophichthidae. Inga underarter finns listade i Catalogue of Life.